# Amneh Al-Rimawi
Amneh Al-Rimawi (ur. 1957 w Beit Rima) – palestyńska działaczka na rzecz praw kobiet.

## Życiorys
Urodziła się w wiosce niedaleko Ramallah. Dorastała w dużej rodzinie, z dwunastką dzieci. W 1983 roku wyszła za mąż za inżyniera rolnictwa i działacza związkowego. W 1977 roku rozpoczęła działalność na rzecz poprawy warunków pracy kobiet i mężczyzn. Należy do Palestyńskiego Związku Pracy (PLU). Od 1994 roku pełni funkcję zastępcy szefa Palestyńskiej Federacji Związków Zawodowych (Palestinian General Federation of Trade Unions). W swojej działalności szczególnie zabiega o równe płace kobiet i mężczyzn. W Ramallah stworzyła specjalne centrum zajmujące się wspieraniem. Aresztowana w 1991 roku przez Izraelskie Siły Okupacyjne (IOF) dwa lata spędziła w więzieniu. Rozpoczęła studia na Uniwersytecie Arabskim w Bejrucie, ale ich nie ukończyła, ponieważ w latach 1982–1997 władze Izraela nie wydawały jej pozwolenia na wyjazd za granicę.

### Nominacja do Pokojowej Nagrody Nobla
W 2005 roku Al-Ramawi wraz z 1000 innych kobiet została nominowana do Pokojowej Nagrody Nobla.
Nominacja miała zwrócić uwagę na działania kobiet z różnych krajów na rzecz pokoju. Pomysł 1000 Women for Noble Peace Prize 2005 zrodził się w Szwajcarii w 2003 roku. Inicjatorem była Ruth-Gaby Vermot-Mangold, która zaproponowała rozpoczęcie zbierania funduszy i głosów poparcia. We współpracy z Uniwersytetem w Brnie opracowano kryteria, na podstawie których wpłynęło 2000 kandydatur z całego świata. Zgodnie z pierwotnym założeniem wybrano 1000 kobiet ze 150 krajów. Informacje o nich znalazły się na wystawie i w książce noszącej tytuł 1000 PeaceWomen Across the Globe. Pomimo nieprzyznania nagrody podjęto decyzję o kontynuowaniu działalności w ramach organizacji PeaceWomen Across the Globe. Wystawa jest pokazywana w różnych krajach świata. W 2006 roku była prezentowana w Betlejem.
W Palestynie wybory rozpoczęto w 2004 roku. Po zamieszczeniu ogłoszeń w gazetach przyszło 39 nominacji, z których wybrano 8 kandydatek. 